# ایمروویگلی (اتونی)
ایمروویگلی (به لاتین: Imerovigli) یک کوه در یونان است که در Corfu Municipality واقع شده‌است. ایمروویگلی ۳۹۳ متر بالاتر از سطح دریا واقع شده‌است.